# 三村真宗
三村 真宗（みむら まさむね、1969年〈昭和44年〉8月15日 - ）は日本の経営者。2011年10月より株式会社コンカー代表取締役社長。

## 来歴・人物
東京都墨田区出身。慶應義塾大学法学部法律学科を卒業後、1993年4月に第一期の新卒社員としてSAPジャパン株式会社に入社。13年間の在籍中に社長室長、CRM 事業本部長、戦略製品事業バイスプレジデント等を担当。2006年、マッキンゼー・アンド・カンパニーに入社し、金融、通信、ハイテク企業等の戦略プロジェクトに従事。2008年 日本マイクロソフトを経て、2009年 ベタープレイス・ジャパン株式会社 シニア・バイスプレジデント。2009年 環境省資源エネルギー庁と共同でバッテリー交換式電気自動車および交換ステーションの実証試験　、2010年 経済産業省および日本交通株式会社と共同でバッテリー交換式電気自動車タクシーの実証試験を主導。
2011年10月より現職。

### 職歴
- 1993年 SAPジャパン株式会社 入社
- 2006年 マッキンゼー・アンド・カンパニー 入社
- 2008年 日本マイクロソフト入社
- 2009年 ベタープレイス・ジャパン株式会社 入社
- 2011年 株式会社コンカー 入社[6]

## 活動
働きがいを重視した経営を実践しており、2018年版 日本における「働きがいのある会社」ランキング 中規模部門（100-999人）で自身が代表を務める株式会社コンカーとして１位を受賞して以降、同ランキングで2019年、2020年と３年連続で１位。同女性ランキングにおいて2019年に１位を受賞した。関連書籍として2018年に『最高の働きがいの創り方』を技術評論社から出版した。

## 著書
- 新・顧客創造（ダイヤモンド社、2004年）ISBN-10: 4478530335
- 最高の働きがいの創り方（技術評論社、2018年）ISBN-10: 4297100398

## メディア出演
- ワールドビジネスサテライト さらば“領収書の手貼り”？（2015年8月3日 テレビ東京）[11]
- 日経プラス10「働きがいのある会社」トップ企業 驚きの銀座オフィス（2019年2月18日 ＢＳテレビ東京）[12]
- 夢遺産～リーダーの夢の先～ （2019年10月14日 テレビ東京）[13]